# Tony Award/Beste Wiederaufnahme
Der Tony Award for Best Revival of a Play (deutsch Tony Award für die beste Wiederaufnahme eines Theaterstücks) ist ein US-amerikanischer Theater- und Musicalpreis, der seit 1994 verliehen wird.

## Geschichte und Hintergrund
Die Tony Awards werden seit 1947 jährlich in zahlreichen Kategorien von circa 700 Juroren vergeben, die sich aus der Unterhaltungsbranche und Presse der Vereinigten Staaten rekrutieren. Eine dieser Kategorien ist der Tony Award for Best Revival of a Play, der seit 1994 vergeben wird. Vor 1994 wurden sowohl Theaterstücke als auch Musicals gemeinsam in der Kategorie Tony Award for Best Revival ausgezeichnet.
Der Tony Award for Best Revival of a Play wird für das beste Theaterstück vergeben, das bereits in einer früheren Produktion am Broadway aufgeführt wurde. Der Preis geht an die Produzenten des Theaterstücks.
Erstmals vergeben wurde der Preis 1994 an das Sozialdrama An Inspector Calls von John Boynton Priestley.

## Gewinner und Nominierte
Die Übersicht der Gewinner und Nominierten listet pro Jahr die nominierten Theaterstücke und deren Autoren. Der Gewinner eines Jahres ist grau unterlegt angezeigt.

### 1994–1999
| Jahr                        | Theaterstück                 | Deutscher Titel                     | Autor |
| --------------------------- | ---------------------------- | ----------------------------------- | ----- |
| 1994                        |                              |                                     |       |
| An Inspector Calls          | Ein Inspektor kommt          | J. B. Priestley                     |       |
| Abe Lincoln in Illinois     |                              | Robert E. Sherwood                  |       |
| Medea                       | Medea                        | Euripides                           |       |
| Timon of Athens             | Timon von Athen              | William Shakespeare                 |       |
| 1995                        |                              |                                     |       |
| The Heiress                 |                              | Augustus Goetz und Ruth Goetz       |       |
| Hamlet                      | Hamlet                       | William Shakespeare                 |       |
| The Molière Comedies        |                              | Molière                             |       |
| The Rose Tattoo             | Die tätowierte Rose          | Tennessee Williams                  |       |
| 1996                        |                              |                                     |       |
| A Delicate Balance          |                              | Edward Albee                        |       |
| A Midsummer Night’s Dream   | Ein Sommernachtstraum        | William Shakespeare                 |       |
| Inherit the Wind            |                              | Jerome Lawrence und Robert E. Lee   |       |
| 1997                        |                              |                                     |       |
| A Doll’s House              | Nora oder Ein Puppenheim     | Henrik Ibsen                        |       |
| London Assurance            |                              | Dion Boucicault                     |       |
| Present Laughter            |                              | Noël Coward                         |       |
| The Gin Game                |                              | Donald L. Coburn                    |       |
| 1998                        |                              |                                     |       |
| A View from the Bridge      |                              | Arthur Miller                       |       |
| Ah, Wilderness!             | O Wildnis!                   | Eugene O’Neill                      |       |
| The Chairs                  | Die Stühle                   | Eugène Ionesco                      |       |
| Das Tagebuch der Anne Frank | Das Tagebuch der Anne Frank  | Frances Goodrich und Albert Hackett |       |
| 1999                        |                              |                                     |       |
| Death of a Salesman         | Tod eines Handlungsreisenden | Arthur Miller                       |       |
| Electra                     | Elektra                      | Sophocles                           |       |
| The Iceman Cometh           |                              | Eugene O’Neill                      |       |
| Twelfth Night               | Was ihr wollt                | William Shakespeare                 |       |

### 2000–2009
| Jahr                                                     | Theaterstück                          | Deutscher Titel                   | Autor |
| -------------------------------------------------------- | ------------------------------------- | --------------------------------- | ----- |
| 2000                                                     |                                       |                                   |       |
| The Real Thing                                           | Das einzig Wahre                      | Tom Stoppard                      |       |
| Amadeus                                                  | Amadeus                               | Peter Shaffer                     |       |
| A Moon for the Misbegotten                               |                                       | Eugene O’Neill                    |       |
| The Price                                                |                                       | Arthur Miller                     |       |
| 2001                                                     |                                       |                                   |       |
| One Flew Over the Cuckoo’s Nest                          | Einer flog über das Kuckucksnest      | Dale Wasserman                    |       |
| Betrayal                                                 | Betrogen                              | Harold Pinter                     |       |
| The Best Man                                             |                                       | Gore Vidal                        |       |
| The Search for Signs of Intelligent Life in the Universe |                                       | Jane Wagner                       |       |
| 2002                                                     |                                       |                                   |       |
| Private Lives                                            |                                       | Noël Coward                       |       |
| The Crucible                                             | Hexenjagd                             | Arthur Miller                     |       |
| Morning’s at Seven                                       |                                       | Paul Osborn                       |       |
| Noises Off                                               |                                       | Michael Frayn                     |       |
| 2003                                                     |                                       |                                   |       |
| Long Day’s Journey into Night                            | Eines langen Tages Reise in die Nacht | Eugene O’Neill                    |       |
| A Day in the Death of Joe Egg                            |                                       | Peter Nichols                     |       |
| Dinner at Eight                                          |                                       | Edna Ferber und George S. Kaufman |       |
| Frankie and Johnny in the Clair de Lune                  |                                       | Terrence McNally                  |       |
| 2004                                                     |                                       |                                   |       |
| Henry IV                                                 | Heinrich IV.                          | William Shakespeare               |       |
| Jumpers                                                  |                                       | Tom Stoppard                      |       |
| King Lear                                                | König Lear                            | William Shakespeare               |       |
| A Raisin in the Sun                                      |                                       | Lorraine Hansberry                |       |
| 2005                                                     |                                       |                                   |       |
| Glengarry Glen Ross                                      |                                       | David Mamet                       |       |
| On Golden Pond                                           |                                       | Ernest Thompson                   |       |
| Twelve Angry Men                                         |                                       | Reginald Rose                     |       |
| Who’s Afraid of Virginia Woolf?                          | Wer hat Angst vor Virginia Woolf?     | Edward Albee                      |       |
| 2006                                                     |                                       |                                   |       |
| Awake and Sing!                                          |                                       | Clifford Odets                    |       |
| The Constant Wife                                        |                                       | W. Somerset Maugham               |       |
| Faith Healer                                             |                                       | Brian Friel                       |       |
| Seascape                                                 |                                       | Edward Albee                      |       |
| 2007                                                     |                                       |                                   |       |
| Journey’s End                                            |                                       | R. C. Sherriff                    |       |
| Inherit the Wind                                         |                                       | Jerome Lawrence und Robert E. Lee |       |
| Talk Radio                                               |                                       | Eric Bogosian                     |       |
| Translations                                             | Translations                          | Brian Friel                       |       |
| 2008                                                     |                                       |                                   |       |
| Boeing-Boeing                                            |                                       | Marc Camoletti                    |       |
| The Homecoming                                           |                                       | Harold Pinter                     |       |
| Les Liaisons Dangereuses                                 |                                       | Christopher Hampton               |       |
| Macbeth                                                  | Macbeth                               | William Shakespeare               |       |
| 2009                                                     |                                       |                                   |       |
| The Norman Conquests                                     | Normans Eroberungen                   | Alan Ayckbourn                    |       |
| Joe Turner’s Come and Gone                               |                                       | August Wilson                     |       |
| Mary Stuart                                              | Maria Stuart                          | Friedrich Schiller                |       |
| Waiting for Godot                                        | Warten auf Godot                      | Samuel Beckett                    |       |

### 2010–2019
| Jahr                            | Theaterstück                          | Deutscher Titel                   | Autor |
| ------------------------------- | ------------------------------------- | --------------------------------- | ----- |
| 2010                            |                                       |                                   |       |
| Fences                          |                                       | August Wilson                     |       |
| Lend Me a Tenor                 | Otello darf nicht platzen             | Ken Ludwig                        |       |
| The Royal Family                |                                       | Edna Ferber und George S. Kaufman |       |
| A View from the Bridge          |                                       | Arthur Miller                     |       |
| 2011                            |                                       |                                   |       |
| The Normal Heart                |                                       | Larry Kramer                      |       |
| Arcadia                         | Arkadien                              | Tom Stoppard                      |       |
| The Importance of Being Earnest | Ernst sein ist alles oder Bunbury     | Oscar Wilde                       |       |
| The Merchant of Venice          | Der Kaufmann von Venedig              | William Shakespeare               |       |
| 2012                            |                                       |                                   |       |
| Death of a Salesman             | Tod eines Handlungsreisenden          | Arthur Miller                     |       |
| The Best Man                    |                                       | Gore Vidal                        |       |
| Master Class                    |                                       | Terrence McNally                  |       |
| Wit                             |                                       | Margaret Edson                    |       |
| 2013                            |                                       |                                   |       |
| Who’s Afraid of Virginia Woolf? | Wer hat Angst vor Virginia Woolf?     | Edward Albee                      |       |
| Golden Boy                      |                                       | Clifford Odets                    |       |
| Orphans                         |                                       | Lyle Kessler                      |       |
| The Trip to Bountiful           |                                       | Horton Foote                      |       |
| 2014                            |                                       |                                   |       |
| A Raisin in the Sun             | A Raisin in the Sun                   | Lorraine Hansberry                |       |
| The Cripple of Inishmaan        |                                       | Martin McDonagh                   |       |
| The Glass Menagerie             | Die Glasmenagerie                     | Tennessee Williams                |       |
| Twelfth Night                   | Was ihr wollt                         | William Shakespeare               |       |
| 2015                            |                                       |                                   |       |
| Skylight                        |                                       | David Hare                        |       |
| The Elephant Man                |                                       | Bernard Pomerance                 |       |
| This Is Our Youth               |                                       | Kenneth Lonergan                  |       |
| You Can’t Take It With You      |                                       | Moss Hart und George S. Kaufman   |       |
| 2016                            |                                       |                                   |       |
| A View from the Bridge          |                                       | Arthur Miller                     |       |
| Blackbird                       |                                       | David Harrower                    |       |
| The Crucible                    | Hexenjagd                             | Arthur Miller                     |       |
| Long Day’s Journey Into Night   | Eines langen Tages Reise in die Nacht | Eugene O’Neill                    |       |
| Noises Off                      |                                       | Michael Frayn                     |       |
| 2017                            |                                       |                                   |       |
| Jitney                          |                                       | August Wilson                     |       |
| The Little Foxes                |                                       | Lillian Hellman                   |       |
| Present Laughter                |                                       | Noël Coward                       |       |
| Six Degrees of Separation       |                                       | John Guare                        |       |
| 2018                            |                                       |                                   |       |
| Angels in America               |                                       | Tony Kushner                      |       |
| The Iceman Cometh               |                                       | Eugene O’Neill                    |       |
| Lobby Hero                      |                                       | Kenneth Lonergan                  |       |
| Three Tall Women                |                                       | Edward Albee                      |       |
| Travesties                      |                                       | Tom Stoppard                      |       |
| 2019                            |                                       |                                   |       |
| The Boys in the Band            |                                       | Mart Crowley                      |       |
| All My Sons                     |                                       | Arthur Miller                     |       |
| Burn This                       |                                       | Lanford Wilson                    |       |
| Torch Song                      |                                       | Harvey Fierstein                  |       |
| The Waverly Gallery             |                                       | Kenneth Lonergan                  |       |

### 2020–2021
| Jahr                                                                     | Theaterstück             | Deutscher Titel        | Autor |
| ------------------------------------------------------------------------ | ------------------------ | ---------------------- | ----- |
| 2020/2021                                                                |                          |                        |       |
| A Soldier’s Play                                                         |                          | Charles Fuller         |       |
| Betrayal                                                                 | Betrogen                 | Harold Pinter          |       |
| Frankie and Johnny in the Clair de Lune                                  |                          | Terrence McNally       |       |
| 2022                                                                     |                          |                        |       |
| Take Me Out                                                              |                          | Richard Greenberg      |       |
| American Buffalo                                                         |                          | David Mamet            |       |
| For Colored Girls Who Have Considered Suicide / When the Rainbow Is Enuf |                          | Ntozake Shange         |       |
| How I Learned to Drive                                                   |                          | Paula Vogel            |       |
| Trouble in Mind                                                          |                          | Alice Childress        |       |
| 2023                                                                     |                          |                        |       |
| Topdog/Underdog                                                          |                          | Suzan-Lori Parks       |       |
| A Doll’s House                                                           | Nora oder Ein Puppenheim | Henrik Ibsen           |       |
| The Piano Lesson                                                         |                          | August Wilson          |       |
| The Sign in Sidney Brustein’s Window                                     |                          | Lorraine Hansberry     |       |
| 2024                                                                     |                          |                        |       |
| Appropriate                                                              |                          | Branden Jacobs-Jenkins |       |
| An Enemy of the People                                                   | Ein Volksfeind           | Henrik Ibsen           |       |
| Purlie Victorious: A Non-Confederate Romp through the Cotton Patch       |                          | Kenny Leon             |       |

## Statistiken
- Mehrfache Gewinner (Theaterstück)
  - 2 Gewinner: Death of a Salesman[3] und A View from the Bridge
- Mehrfache Nominierungen (Theaterstück)
  - 3 Nominierungen: A View from the Bridge
  - 2 Nominierungen: A Raisin in the Sun, Betrayal, Death of a Salesman[4] , Frankie and Johnny in the Clair de Lune, The Iceman Cometh[5], Inherit the Wind, Long Day’s Journey into Night, Noises Off, Present Laughter, The Best Man, The Crucible, Twelfth Night und Who’s Afraid of Virginia Woolf?
- Mehrfache Gewinner (Autor)
  - 4 Gewinne: Arthur Miller
  - 2 Gewinne: Edward Albee und August Wilson
- Mehrfache Nominierungen (Autor)
  - 9 Nominierungen: Arthur Miller und William Shakespeare
  - 6 Nominierungen: Eugene O’Neill
  - 5 Nominierungen: Edward Albee
  - 4 Nominierungen: Tom Stoppard
  - 3 Nominierungen: Noël Coward, George S. Kaufman, Kenneth Lonergan, Terrence McNally, Harold Pinter und August Wilson
  - 2 Nominierungen: Edna Ferber, Michael Frayn, Brian Friel, Lorraine Hansberry, Jerome Lawrence, Clifford Odets, Robert E. Lee, Gore Vidal und Tennessee Williams